# Cupa României la baschet masculin 2016-2017
Cupa României la baschet masculin 2016-2017 a fost cea de a 63-a ediție a Cupei României la baschet masculin, o competiție organizată de Federația Română de Baschet (FRB) cu începere din 1954. Datele de desfășurare ale ediției 2016-2017 a Cupei precum și tragerea la sorți a primului tur au fost stabilite pe 11 iulie 2016 la sediul Federației Române de Baschet.
Competiția a fost câștigată de U-BT Cluj-Napoca care a învins în finală pe BC Mureș Târgu Mureș cu scorul de 79-78. U-BT Cluj-Napoca a câștigat trofeul pentru a doua oară în istoria sa, fiind totodată a doua oară consecutiv.

## Sistemul de desfășurare
Sistemul de desfășurare al Cupei României la baschet masculin pentru sezonul 2016-2017 a fost stabilit la data de 15 iunie 2016 de către Biroul Federal al Federației Române de Baschet.  Astfel, s-a stabilit că cele patru echipe care participă în cupele europene (CSM Oradea, BC Mureș Târgu Mureș, Steaua CSM Eximbank București și U-BT Cluj-Napoca) se vor califica direct în Final 8, iar celelalte opt echipe din Liga Națională vor juca Turul I, conform tragerii la sorți, cu meciuri tur-retur.
Meciurile din Final 8 au fost stabilite în urma unei alte trageri la sorți.
Ca urmarea a retragerii clubului CSM Ploiești din Liga națională de baschet masculin , Federația Română de Baschet a decis ca echipa CS Phoenix Galați care urma să întâlnească echipa ploieșteană în prima fază a competiției, să se califice direct în Final 8. 

## Turul I
Meciurile din turul I s-au desfășurat la data de 28 septembrie 2016 (turul) și 5 octombrie 2016 (returul). În urma tragerii la sorți au rezultat următoarele meciuri:

### Meciurile tur
| 28 septembrie 2016 19:45 |

| Boxscore |

| BCM U Pitești                                  | 77–81 | SCMU Craiova                                      |
| Scorul pe sferturi: 20-17, 20-27, 19-15, 18-22 |       |                                                   |
| Pt: Marinov 17 Rec: Stăncuț 7 Pase: Marinov 4  |       | Pt: Abrams 23 Rec: Paul 7 Pase: Sepa, Marinovic 6 |

| 28 septembrie 2016 18:00 |

| Boxscore |

| BC SCM Timișoara                               | 96–69 | BCM Olimpic Baia Mare |
| Scorul pe sferturi: 21-13, 28-12, 22-16, 25-28 |       |                       |

| 28 septembrie 2016 18:00 |

| Boxscore |

| CSU Atlassib Sibiu                             | 94–76 | CS Dinamo București                                     |
| Scorul pe sferturi: 22-22, 25-12, 26-18, 21-24 |       |                                                         |
| Pt: Popescu 19 Rec: Paliciuc 6 Pase: Davis 8   |       | Pt: Hadzifezovic 17 Rec: Hadzifezovic 8 Pase: Ionescu 3 |

### Meciurile retur
| 5 octombrie 2016 18:00 |

| Boxscore |

| SCMU Craiova                                      | 81–74 | BCM U Pitești                                |
| Scorul pe sferturi: 14-22, 13-12, 24-17, 30-23    |       |                                              |
| Pt: Abrams 16 Rec: Popa, Paul 8 Pase: Marinovic 8 |       | Pt: Gabric 18 Rec: Kabongo 8 Pase: Marinov 7 |

| 5 octombrie 2016 18:00 |

| Boxscore |

| BCM Olimpic Baia Mare                          | 74–103 | BC SCM Timișoara                              |
| Scorul pe sferturi: 17-31, 20-23, 23-20, 14-29 |        |                                               |
| Pt: Pajkovic 17 Rec: Macura 7 Pase: Pavlovic 3 |        | Pt: Jeremic 31 Rec: Komatina 7 Pase: Calotă 7 |

| 5 octombrie 2016 19:45 |

| Boxscore |

| CS Dinamo București                                      | 83–76 | CSU Atlassib Sibiu                           |
| Scorul pe sferturi: 19-28, 28-11, 19-18, 17-19           |       |                                              |
| Pt: Sutalo 21 Rec: Kljajevic 6 Pase: Thomasson, Sutalo 4 |       | Pt: Popescu 18 Rec: Popescu 10 Pase: Hardy 7 |

Pentru Final 8 care s-a jucat în luna februarie 2017, din această etapă s-au calificat SCMU Craiova, BC SCM Timișoara și CSU Atlassib Sibiu.

## Final 8
Federația Română de Baschet a decis ca turneul să se desfășoare la Sibiu în Sala Transilvania.
În urma tragerii la sorți, care a avut loc la 28 noiembrie 2016 la sediul Federației Române de Baschet, s-a stabilit următorul program:
|  | Sferturi de finală        | Sferturi de finală        |                           |    | Semifinale | Semifinale |  |  | Finală | Finală |
|  |                           |                           |                           |    |            |            |  |  |        |        |
|  | 14 februarie 2017 — Sibiu |                           |                           |    |            |            |  |  |        |        |
|  |                           |                           |                           |    |            |            |  |  |        |        |
|  | Steaua București          | 83                        |                           |    |            |            |  |  |        |        |
|  | Steaua București          | 83                        | 16 februarie 2017 — Sibiu |    |            |            |  |  |        |        |
|  | SCMU Craiova              | 63                        |                           |    |            |            |  |  |        |        |
|  | SCMU Craiova              | 63                        | Steaua București          | 75 |            |            |  |  |        |        |
|  | 14 februarie 2017 — Sibiu |                           | Steaua București          | 75 |            |            |  |  |        |        |
|  |                           |                           | U-BT Cluj-Napoca          | 88 |            |            |  |  |        |        |
|  | CSU Atlassib Sibiu        | 70                        | U-BT Cluj-Napoca          | 88 |            |            |  |  |        |        |
|  | CSU Atlassib Sibiu        | 70                        | 17 februarie 2017 — Sibiu |    |            |            |  |  |        |        |
|  | U-BT Cluj-Napoca          | 88                        |                           |    |            |            |  |  |        |        |
|  | U-BT Cluj-Napoca          | 88                        | U-BT Cluj-Napoca          | 79 |            |            |  |  |        |        |
|  | 15 februarie 2017 — Sibiu |                           | U-BT Cluj-Napoca          | 79 |            |            |  |  |        |        |
|  |                           | BC Mureș Târgu Mureș      | 78                        |    |            |            |  |  |        |        |
|  | BC Mureș Târgu Mureș      | BC Mureș Târgu Mureș      | 78                        | 85 |            |            |  |  |        |        |
|  | BC Mureș Târgu Mureș      | 16 februarie 2017 — Sibiu |                           | 85 |            |            |  |  |        |        |
|  | CS Phoenix Galați         | 75                        |                           |    |            |            |  |  |        |        |
|  | CS Phoenix Galați         | 75                        | BC Mureș Târgu Mureș      | 81 |            |            |  |  |        |        |
|  | 15 februarie 2017 — Sibiu |                           | BC Mureș Târgu Mureș      | 81 |            |            |  |  |        |        |
|  |                           |                           | CSM Oradea                | 71 |            |            |  |  |        |        |
|  | BC SCM Timișoara          | 72                        | CSM Oradea                | 71 |            |            |  |  |        |        |
|  | BC SCM Timișoara          | 72                        |                           |    |            |            |  |  |        |        |
|  | CSM Oradea                | 92                        |                           |    |            |            |  |  |        |        |
|  | CSM Oradea                | 92                        |                           |    |            |            |  |  |        |        |
|  |                           |                           |                           |    |            |            |  |  |        |        |

### Sferturi de finală
| 14 februarie 2017 18:00 |

| Boxscore |

| Steaua București                                      | 83–63 | SCMU Craiova                                       |
| Scorul pe sferturi: 23-7, 25-20, 13-21, 22-15         |       |                                                    |
| Pt: Paul 15 Rec: Dudzinski 7 Pase: Paul, Runkauskas 3 |       | Pt: Hargrove 15 Rec: Abrams 8 Pase: opt jucători 1 |

| 14 februarie 2017 20:30 |

| Boxscore |

| CSU Atlassib Sibiu                                        | 70–88 | U-BT Cluj-Napoca                                  |
| Scorul pe sferturi: 18-22, 16-18, 26-26, 10-22            |       |                                                   |
| Pt: Paliciuc 19 Rec: Paliciuc 7 Pase: Hardy, Mijajlovic 5 |       | Pt: Moldoveanu 21 Rec: Moldoveanu 9 Pase: Dykes 5 |

| 15 februarie 2017 17:15 |

| Boxscore |

| BC Mureș Târgu Mureș                           | 85–75 | CS Phoenix Galați                            |
| Scorul pe sferturi: 21-21, 19-19, 20-23, 25-12 |       |                                              |
| Pt: Reed 22 Rec: Lazar 7 Pase: Martinic 4      |       | Pt: Bojovic 20 Rec: Vlaicu 6 Pase: Bojovic 6 |

| 15 februarie 2017 19:45 |

| Boxscore |

| BC SCM Timișoara                                         | 72–92 | CSM Oradea                                       |
| Scorul pe sferturi: 12-27, 19-30, 19-18, 22-17           |       |                                                  |
| Pt: Komatina 17 Rec: Drăgușin 7 Pase: Jeremic, Jeremic 3 |       | Pt: Mirkovic 15 Rec: Mirkovic 7 Pase: Mirkovic 8 |

### Semifinale
| 16 februarie 2017 18:00 |

| Boxscore |

| Steaua București                                       | 75–88 | U-BT Cluj-Napoca                                  |
| Scorul pe sferturi: 21-20, 10-26, 17-19, 27-23         |       |                                                   |
| Pt: Baciu 17 Rec: Baciu, Dudzinski 5 Pase: Dudzinski 5 |       | Pt: Moldoveanu 21 Rec: Moldoveanu 11 Pase: Rasi 6 |

| 16 februarie 2017 20:30 |

| Boxscore |

| BC Mureș Târgu Mureș                                | 81–71 | CSM Oradea                                           |
| Scorul pe sferturi: 17-14, 25-24, 19-17, 20-16      |       |                                                      |
| Pt: Martinic 19 Rec: Kalve, Reed 7 Pase: Martinic 5 |       | Pt: Zeno 21 Rec: Nicoară, Denison 5 Pase: Mirkovic 6 |

### Finala
| 17 februarie 2017 19:00 |

| Boxscore |

| U-BT Cluj-Napoca                                 | 79–78 | BC Mureș Târgu Mureș                      |
| Scorul pe sferturi: 17-19, 28-22, 12-20, 22-17   |       |                                           |
| Pt: Rasic 21 Rec: Moldoveanu 14 Pase: Adamovic 8 |       | Pt: Reed 17 Rec: Lazar 7 Pase: Martinic 8 |